# 斎藤茂樹 (野球)
斎藤 茂樹（さいとう しげき、1952年6月11日 - 2003年10月9日）は、秋田県出身の元アマチュア野球選手（内野手）、野球指導者。

## 来歴・人物
PL学園高校では二塁手、一番打者として活躍。1970年夏の甲子園府予選決勝で、才田修、神垣雅行を打の主軸とする北陽高に大勝し、第52回全国高等学校野球選手権大会に出場。同期の新美敏、1年下の田代克業（中大－本田技研）両投手の好投もあり、春夏通じて初の決勝に進出する。決勝は東海大相模高との乱打戦となり、6-10で敗退し準優勝にとどまった。同年秋の岩手国体では、決勝で大分商を降し優勝。他の高校同期に新井宏昌らがいた。
高校卒業後は明治大学に進学。東京六大学野球リーグでは、エース上田芳央を擁し1973年秋季リーグで優勝に貢献、首位打者を獲得し、ベストナイン（二塁手）に選出された。1974年の日米大学野球選手権大会日本代表にも選ばれた。大学同期に平林辰郎（県岐阜商監督）らがいる。
大学卒業後は社会人野球の日本鋼管に入社。1976年の都市対抗では決勝に進み、エース梶間健一が北海道拓殖銀行の千藤和久と互いに無失点で投手戦を展開。9回表に拓銀二番手の有沢賢持（日産サニー札幌から補強）から決勝点となる適時二塁打を放ち優勝を飾った。1978年の都市対抗でも木田勇が好投。決勝に進出するが、東芝の黒紙義弘に完封負けを喫し準優勝にとどまる。
1984年から秋田経法大付高校の監督、1987年から由利工業高校の監督を務めた。
2002年からは母校の明治大学の監督を務めたが、在任中に体調不良を起こし、2003年10月9日、脳腫瘍により死去。51歳没。